# Agrionosoma swinhoei
Agrionosoma swinhoei är en insektsart som beskrevs av Van der Weele 1909. Agrionosoma swinhoei ingår i släktet Agrionosoma och familjen fjärilsländor. Inga underarter finns listade i Catalogue of Life.